# Carlos Tenesaca
Carlos Tenesaca es un deportista ecuatoriano que compitió en judo. Ganó dos medallas en el Campeonato Panamericano de Judo, en los años 2005 y 2006.

## Palmarés internacional
| Campeonato Panamericano | Campeonato Panamericano  | Campeonato Panamericano | Campeonato Panamericano |
| Año                     | Lugar                    | Medalla                 | Categoría               |
| ----------------------- | ------------------------ | ----------------------- | ----------------------- |
| 2005                    | Caguas (Puerto Rico)     | Medalla de oro          | –55 kg                  |
| 2006                    | Buenos Aires (Argentina) | Medalla de bronce       | –55 kg                  |